# 盐湖城轻轨

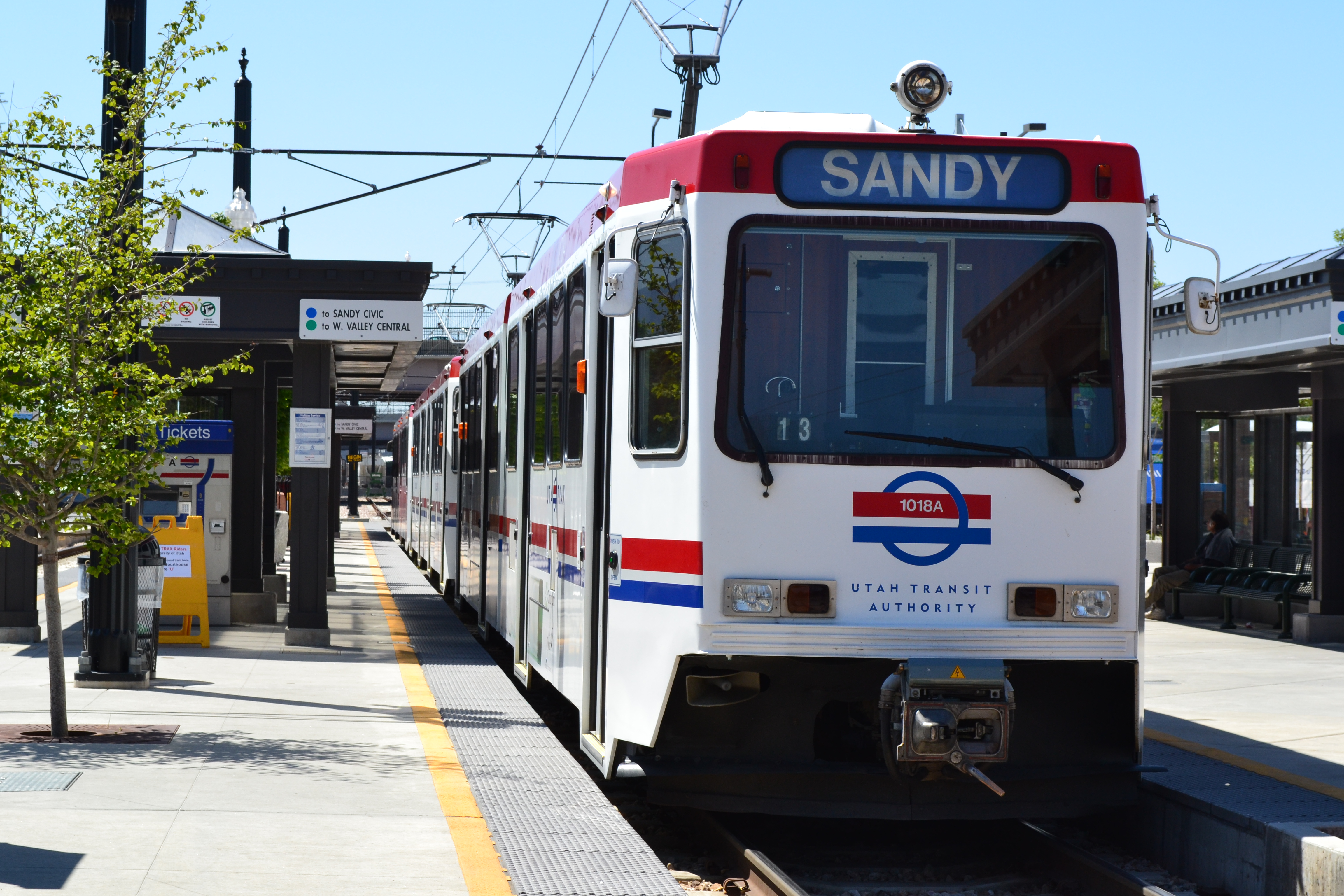
轻轨列车

盐湖城轻轨（英語：TRAX，全称 Transit Express，可直译为“快速公交”），全称是犹他州交通局轻轨（Utah Transit Authority's light rail），是在美国犹他州盐湖城地区由犹他州交通局运营的一个轻轨系统。该系统有三条线路，50个车站，总长44.8英里（72.10），日客流量5.6万人。。
鹽湖城輕軌的三條路線如下所示：
- 藍線（英语：Blue Line (TRAX)）：鹽湖城中央站（英语：Salt Lake City Intermodal Hub）－德雷珀鎮中心（英语：Draper Town Center (UTA station)）
- 紅線（英语：Red Line (TRAX)）：大學醫療中心（英语：University Medical Center (UTA station)）－拂曉公園道（英语：Daybreak Parkway (UTA station)）
- 綠線（英语：Green Line (TRAX)）：機場（英语：Airport (UTA station)）－西瓦利城中心（英语：West Valley Central (UTA station)）

## 路線
該系統有三條路線，分別是藍線、紅線、以及綠線。所有路線都有跟其他路線共線的部分。